# Bistum Gospić-Senj
Das Bistum Gospić-Senj (kroat.: Gospićko-senjska biskupija, lat.: Dioecesis Gospiciensis-Seniensis) ist ein römisch-katholisches Bistum in Kroatien. Es ist als Suffraganbistum dem Erzbistum Rijeka unterstellt.

## Vorgeschichte

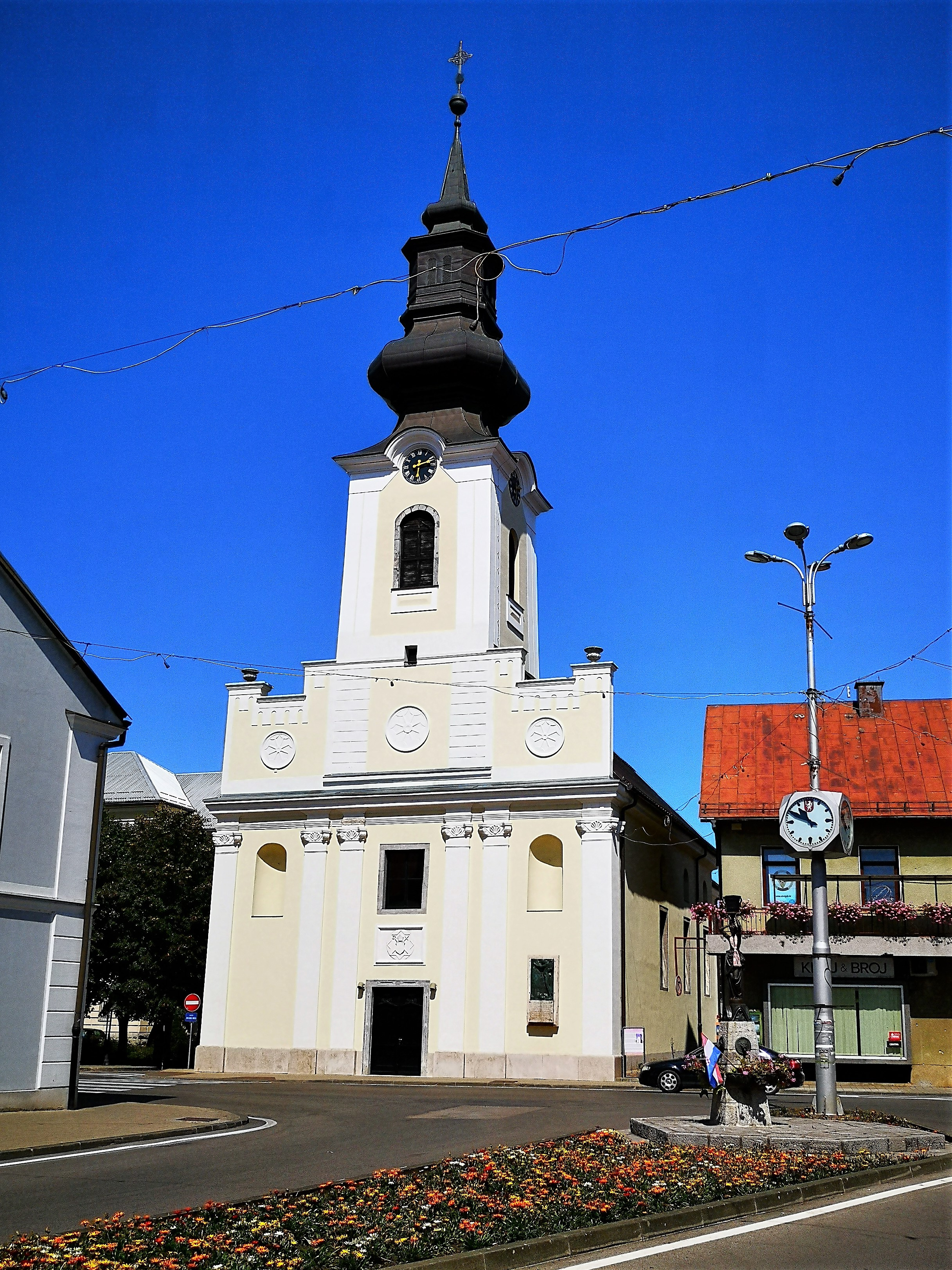
Katedrala Uznesenja Blažene Djevice Marije

Die ersten verlässlichen Angaben über das Bistum Senj finden sich in einem Brief Papst Alexanders III. vom 3. Januar 1169, in dem Alexander III. Bischof Miräus von Senj aufforderte, sich dem Erzbischof von Split zu unterstellen, so wie es auch seine Vorgänger getan hatten. Es gibt Hinweise, dass das Bistum bereits im 5. Jahrhundert bestanden hatte. Dies ist durch einen Brief von Papst Innozenz I. (402–417) an Bischof Laurentius von Senj (Laurentio episcopo seniensi) gesichert, in dem er die anti-trinitarische Häresie des Photius angriff. Aus der (Dionysio-Hadriana), welche Papst Hadrian I. im Jahr 774 Karl dem Großen übergab, geht hervor, dass Bischof Maximinus von Senj (Maximinus seniensis) zu den Bischöfen der Provinz Illyrien gehörte, die im Jahr 451 am Konzil von Chalkedon teilnahmen.
Sollte dieser Bericht auch authentisch sein, was nicht völlig auszuschließen ist, so gab es das ganze Mittelalter hindurch und auch danach ganz gewiss keine ununterbrochene Folge von Bischöfen, ob nun Bischof Miräus unmittelbare Vorgänger auf dem Bischofssitz von Senj hatte oder nicht. Die Grenzziehungen des Bistums von Senj waren oft strittig und wurden zum Gegenstand einer Debatte auf der Synode von Split im Jahr 1185. Damals wurde festgelegt, dass sich der Sitz des Bischofs in Senj befand und sich seine Jurisdiktion auf die Pfarreien in Senj, im ganzen Gebiet der Gacka und die Hälfte des Gebietes der Lika erstreckte. Dieses Gebiet wurde um einiges kleiner, als Fürst Sigismund Frankopan in einem Teil dieses Bistums ein separates Bistum mit Sitz in Otočac gründete. Als dieses Bistum im Jahr 1534 wieder aufgelöst wurde, kam das Gebiet wieder zurück an das Bistum Senj.

## Neuere Geschichte
Am 27. Juli 1969 wurde durch Papst Paul VI. in Kroatien eine neue Kirchenprovinz gegründet, das Erzbistum Rijeka-Senj. Dazu wurde das Bistum Rijeka (unter italienischer Herrschaft am 25. April 1925 gegründet) mit dem Bistum Modruš und dem Bistum Senj zusammengelegt. Das Bistum Modruš wurde somit aufgelöst, während das Bistum Senj neben dem Bistum Rijeka ebenbürtig weiterbestehen blieben. Diese neue Provinz wurde in den Rang einer metropolitan-erzbischöflichen Kirche erhoben. Ihr untergeordnet wurden die drei Bistümer Krk, Poreč und Pula. Deren Bischöfe sind nun Suffragane des Metropoliten von Rijeka.

## Das Bistum Krbava/Modruš
Das Bistum Lika-Krbava wurde 1185 gegründet. Zuvor teilten sich der Bischof von Rab und der Erzbischof von Split die Jurisdiktion über dieses Gebiet. Wegen der großen Entfernung vom Sitz des Bistums und der damit verbundenen erschwerten Administration wurde auf der bereits erwähnten Synode von Split im Jahre 1185 das Bistum Krbava gegründet und dem Erzbischof von Split unterstellt. Die Synode legte fest, dass sich der Sitz des neuen Bistums in der Pfarrei Krbava befindet. Der neu-ernannte Bischof Matthäus ließ dort seinen Dom errichten. Seine Diözese umfasste die Pfarreien: Krbava, Novigrad, Drežnik, Plaški (Plas), Buzane, Modruš und Vinodol.
Der Bischof hatte eine zweite Residenz, die sich in Modruš befand. Im Jahre 1460 gestattete Papst Pius II. die Verlegung des Bischofssitzes nach Modruš, was den Wünschen des dortigen Fürsten Sigismund Frankopan entgegenkam, aber auch angesichts der sich anbahnenden Türkengefahr geboten schien. Der tragische Ausgang der Schlacht auf dem Krbavafeld im Jahre 1493 ließ dem damaligen Bischof Christophorus keine andere Wahl, als einen sicheren Platz aufzusuchen. Er zog gemeinsam mit seinem Domkapitel nach Vinodol, wo er seine Residenz einrichtete. Die Mittellosigkeit des Bischofs und die allzu geringe Entfernung zum Bistum Senj bewogen den Heiligen Stuhl in der zweiten Hälfte des 16. Jahrhunderts, den Bischof von Senj mit der Administration dieses Bistums zu betrauen. Als keinerlei Hoffnung bestand, dass das Bistum Modruš jemals das türkische Joch abwerfen würde, vollzog Papst Urban VIII. im Jahre 1630 die Vereinigung des Bistums mit dem Bistum Senj (per aequalitatem iurium), in Personalunion mit dem Bischof von Senj. So blieb sie bis zum Jahre 1969 bestehen.

## Orthodoxie
Die Befreiung der Lika und Krbava von der osmanischen Besetzung war von weitreichenden demographischen Veränderungen begleitet. Die von den Türken eingesetzten Herren verloren alle Rechte, und das Gebiet ging an jene zurück, denen es die Osmanen im Jahre 1527 abgenommen hatten. Die orthodoxe Bevölkerung befand sich in einer besonderen Lage. Obwohl sie einst zusammen mit der türkischen Armee dorthin gekommen war, musste sie nicht mit dieser abzuziehen. Während der türkischen Besatzungszeit hatten sie nämlich Wege gefunden, als Verbündete und Vasallen von beiden kriegführenden Seiten (Österreich-Ungarn und dem Osmanischen Reich) zu leben. Deshalb wurden sie von den Siegern auch nicht gezwungen, die Lika zu verlassen. Im Gegenteil, man war bemüht, die Bevölkerung dort zu behalten, und ermutigte sogar neue Zuwanderer, sich dort anzusiedeln.
Schutz und Unterstützung fanden sie bei der größten Autorität im Volke und gegenüber der Obrigkeit: beim römisch-katholischen Geistlichen Marko Mesić. Ähnlich wie auch andernorts in den befreiten Landesteilen versuchten auch die Bischöfe von Senj-Modruš, die orthodoxen Gläubigen im Gebiet ihres Bistums für eine Union mit der römisch-katholischen Kirche zu gewinnen. Diese Versuche wären vermutlich auch von Erfolg gekrönt gewesen, wenn sich nicht noch vor Ablauf eines Jahres nach der Befreiung der Lika ein weiterer, wichtiger historischer Vorfall ereignet hätte, der die Entwicklung einer Union zurückwarf: Der große Zuwanderungsstrom von Serben unter der Führung ihres Patriarchen Arsenije Crnojević von Pécs (Fünfkirchen).
Den Serben gelang es, dem Hof in Wien verschiedene Rechte und Sonderrechte abzuringen, darunter auch das Recht auf eine eigene Kirchenorganisation. Dadurch wurde auch die schon ansässige orthodoxe Bevölkerung nicht nur in die serbisch-orthodoxe Kirche, sondern auch in die serbische Nation integriert. Durch die Lika zogen von Zeit zu Zeit einige serbische Bischöfe, in den meisten Fällen ohne Genehmigung durch den Kaiser Österreich-Ungarns. Im Jahre 1742 wurde Pavle Nenadović vom österreichisch-ungarischen Kaiser zum Bischof von Gornji Karlovac (Ober-Karlovac) ernannt. Damit schwanden nun auch die letzten theoretischen Zweifel: der orthodoxe Bevölkerungsanteil in der Lika und Krbava hatte nun ein durch eine fremde Obrigkeit gebilligtes Oberhaupt. Eine Union der orthodoxen Christen mit der römisch-katholischen Kirche in Kroatien gelang trotz dieses nicht unwichtigen, historischen Vorfalls für die spätere Geschichte Kroatiens im Bistum Križevci.